# الخرإبة (السبرة)

تعديل مصدري - تعديل

الخرابة محلة تابعة لقرية حجر، التابعة لعزلة الابروة بمديرية السبرة إحدى مديريات محافظة إب في الجمهورية اليمنية.، بلغ تعداد سكانها 238 حسب تعداد اليمن لعام 2004.